# Corneliu Tamaș
Corneliu Tamaș (n. 14 februarie 1933, Câmpulung-Muscel – d. 19 februarie 2008, Râmnicu Vâlcea) a fost un  arhivist, cercetător și scriitor român.
În perioada 1940-1944, a urmat cursurile Școlii primare în orașul natal (“Oprea Iorgulescu”), în continuare Liceul ”Dinicu Golescu”. Urmează cursurile Facultății de Istorie din cadrul Universității din Bucuresti, secția arhivistică, pe care o absolvă în anul 1958.
A fost repartizat ca arhivist la Arhivele Statului din Pitești, apoi a fost avansat la gradul de arhivist principal. În anul 1969, a fost numit directorul Arhivelor Statului – filiala Vâlcea, unde a funcționat până în iulie 1987, când a fost pensionat.
În anul 1982, a susținut teza de doctorat la Institutul de Istorie “Nicolae Iorga” din București, cu subiectul: Evoluția marelui domeniu feudal mânăstiresc din județul Vâlcea în perioada 1700-1821.
Debutul publicistic a avut loc în anul 1951 la ziarul “Munca”. 
A publicat peste 250 de articole, iar în cele 14 volume (în colaborare), a dat la iveală știri, informații, de ordinul miilor. A fost membru al cenaclurilor literare din orașele Pitești, Câmpulung-Muscel, membru fondator al Societătii literare “Anton Pann” (Rm. Vâlcea) și “Antim Ivireanul”.
A decedat la 19 februarie 2008 la Rm.Vâlcea.

## Colaborări
“Analele de istorie”, “Argeș”, “Buridava”, “Caietele Bălcescu”, “Curierul de Vâlcea”, “Historica”, “Informația zilei”, “Magazin istoric”, “Mehedinți – istorie și cultură”, “Muzeul Golești”; “Orizont”, “Mitropolia Olteniei”, “Pentru, Patrie”, “Revista Arhivelor”, “Revista economică”; “Reporter”, “Secera și ciocanul”; “Tribuna”, “Țânțarul”, “Zâmbiți, vă rog”, s.a.

## Opera
- Istoria Râmnicului, Editura “Anitim Ivireanul” Rm. Vâlcea, 1994, 400 p.;
- Istoria Ocnelor Mari, -Editura “Antim Ivireanul”, 1995, 300p.;
- Album Rm. Vâlcea, Editura “Sport Turism”, București, 28 p.;
- Filiala Arhivelor Statului Județul Vâlcea, București, 1982, 58p.;
- Vâlcea în documente (1965-1981), vol. II;
- Inventar arhivistic, București, 1977, 477 p.;
- Lista volumelor în colaborare: Bibliografia istorică a Județului Vâlcea, 1994, 158 p.;
- Îndrumător pentru realizarea monografiilor locale, Rm. Vâlcea, 1981, 109 p.;
- Tezaur medieval. Catalogul documentelor de la Arhivele Statului din Vâlcea (1467-1800), vol. II, București, 1985, 452 p.;
- Prefectura județului Vâlcea 1830-1864, vol. 1. Inventare Arhivistice, Bucuresti, 1977, 478 p.;
- Revoluția de la 1821 în Județul Vâlcea, Bălcești pe Topolog, 1980, 400 p.;
- Familia Bălcescu în documente vâlcene, 1840-1869, Bălcești pe Topolog, 1984, 244p.;
- Aspecte militare privind revoluția de la 1848 în Oltenia, “Scrisul românesc”, Craiova, 1979, 255 p.;
- Contribuția Județului Vâlcea la Unirea Principatelor Române , Rm. Vâlcea, 1982, 280p.;
- Contribuția Județului Vâlcea la sustinerea războiului de independență 1877-1878, Vâlcea, 1977, 672 p.;
- Răscoala țărănească din 1907 în județul Vâlcea, 1974, 466 p.;
- Județul Vâlcea în anii primului război mondial, vol. 1, 440 p; voI. II 250 p.; îndrumător în Arhivele Statului Județului Vâlcea, Bucuresti, 1972, 224 p.;
- Laloșu. File de monografie, Rm. Vâlcea, 1977, 87 p.;
- Tipografii și tipografi la Rm. Vâlcea., 1972,67.

## Literatură pentru copii
- ”Două jocuri” (1985),
- “Băieții nu plâng”(1989),
- “Pic Lăudărosul” (1996),
- “Copil de trupă” (1999),
- “Domnul de religie și nevasta lui”(2004),
- “Am scăpat de școală” (2007).